# Syzeuctus exsculptus
Syzeuctus exsculptus là một loài tò vò trong họ Ichneumonidae.